# Distrito de Río de Jesús
El distrito de Río de Jesús es una de las divisiones que conforma la provincia de Veraguas, situado en la República de Panamá.

## Toponimia
Antes de la llegada de los españoles a tierras panameñas, los indígenas le dieron a este lugar el nombre de “Tabora” cuyo significado desconocen los moradores.  Dentro de los escritos históricos de Río de Jesús se habla muy poco sobre el por qué de su nombre.  A pesar de ello, hemos logrado extraer algunas versiones que explican su origen.  Según la primera, fue el Obispo de Panamá, Don Francisco Javier Luna Victoria y Castro, Jesuita español, con residencia en Panamá, quien ordenó a un grupo de sacerdotes catequizadores que le pusieran a este pueblo el nombre de “La Ermita de Río de Jesús”. La segunda versión es la que cuentan los moradores del lugar, quienes aseguran que el nombre que actualmente lleva el distrito obedece al nombre de un río que nace en su interior; el “Río de Jesús”.  Este pueblo también fue conocido como “La Ermita de San Francisco de Paula” en honor a este Santo, a quien todos los años “2 de abril” se le celebra una fecha con mucha fe por los favores recibidos; estas celebraciones aun se siguen realizando.
Otra versión sobre el origen del nombre nos la cuenta la maestra Minerva De León de Ortiz, oriunda del poblado, quien la conoció cuando llegó a trabajar al lugar.  El primer grupo que atendió fue el tercer grado y al desarrollar la unidad “Mi distrito”, buscó a un señor del pueblo para que les diera a los niños una charla sobre el nombre del mismo.  Les contó que el primer nombre del lugar fue La Ermita y después Río de Jesús, porque cuentan que había un árbol muy bonito a orillas de un río, árbol de “espavé “que querían derribar, pero al enterarse un joven de la comunidad, quien poseía cualidades para el tallado dijo: “No lo tumben que voy a tallar en él un Santo”.  Y entonces cuando él creyó conveniente derribarlo, lo hizo y empezó a tallarlo ahí mismo y lo que obtuvo como resultado fue una bella imagen del rostro de Jesús.  Al relacionar este Santo con el río donde se talló surge el nombre de Río de Jesús para el río y para el poblado de La Ermita.

## Historia

### Fundación
Dentro de las ciudades y pueblos que contiene en 1790 toda la Gobernación y Comandancia General de Panamá, desde Portobelo hasta los confines de la provincia de Chiriquí, La Ermita de Río de Jesús, ya formaba parte de los pueblos que componía Santiago de Veraguas.
En cuanto a la fundación del Corregimiento, existen varias fuentes históricas.  Una de las más conocidas está contenida en los escritos publicados por el Ministerio de Educación, que afirma que fue fundado por orden del Cura Prior Rector del Convento de Reverendos Presbíteros, José Tomás de González Vejerano.
Otra fuente sostiene que fue fundado en el año de 1775, por los jesuitas españoles, quienes le pusieron el nombre de La Ermita de Río de Jesús.
Es importante señalar que la fundación del distrito se debió al interés de religiosos españoles por crear un Centro Monasterial para proliferar la fe católica en la provincia de Veraguas.

### Creación
Fue creado como distrito el 12 de septiembre de 1855, mediante acto en el que se legaliza la división territorial, donde la Asamblea Constituyente del Estado Panameño dispuso la creación de siete departamentos, convirtiéndose Río de Jesús en distrito, al igual que la ciudad de Santiago como cabecera del departamento de Veraguas; y con ellos los pueblos de Atalaya, Calobre, Cañazas, Herrera, La Mesa, Montijo, Las Palmas, Ponuga, San Francisco y Tolé.  Estas disposiciones quedaron impresas en la Ley de Demarcación de Límites del 8 de septiembre de 1855, la cual fue firmada por el presidente de la Asamblea Constituyente, Don José Fábrega Barrera y el diputado, Don Manuel Morro.
Río de Jesús es un pueblo de hombres trabajadores que a base de entusiasmo y de fe, dedicados a la agricultura y a la ganadería han sabido darle a esta importante región de Veraguas, el justificado y significativo nombre de “De Granero de la Provincia”. Por doquier se extienden campos de extensos arrozales y maizales.

## División político-administrativa
Está conformado por cinco corregimientos:
- Río de Jesús (Cabecera)
- Catorce de Noviembre
- Las Huacas
- Los Castillos
- Utira

## Economía
Su economía se mueve básicamente por la agricultura y la ganadería

## Cultura
Es un distrito muy rico en cultura, gente amable, perseverante, luchadora, con grandes riquezas naturales, un pueblo solidario y que crece día tras día gracias al esfuerzo mancomunado de su gente y autoridades locales....
Entre las actividades culturales están:
Fiesta de Reyes 6 de enero. Que se muestra una gran variedad de actividades relacionadas con la cultura en general, cabalgatas. Ventas de comida, bailes y bebidas, juegos mecánicos, peleas de gallos, corridas de toros y la tradicional murga,  etc.
Carnavales se celebra tradicionalmente, con ambas calles, Calle Arriba y Calle Abajo. Podemos decir que los mismos son muy alegres y se disfruta sanamente en familia.
Drama de La Pasión: Obra Teatral popular y diferente que muestra los pasajes de la vida, muerte y crucifixión de nuestro señor Jesucristo. La misma se realiza desde 1970, llamada Cristo Justicia Paz y Libertad, se realiza por jóvenes y adultos totalmente en vivo, iniciando desde el domingo de ramos, hasta viernes santo, en época de Semana Santa.
Virgen del Carmen: Se celebra en honor a la virgen del carmen, todos los 16 de julio de cada año. Se realizan las novenas desde el 7 hasta el salve el 15 y la solemnidad y procesión con las andas de todas las comunidades (30).
Festival mi Ranchito: Se celebra el tercer fin de semana del mes de noviembre (14-15-16)y muestra una gran variedad de representaciones culturales que identifican a nuestro pueblo (Ranchos, comidas, artesanías, costumbres, desfiles típico y cívico, monterías, bebidas, tradiciones de nuestra campiña interiorana..

### Flora
Según la variedad de los ecosistemas, en la región encontramos comunidades
vegetales de distintas formaciones de bosque húmedo tropical.  La mayor parte de
estos ecosistemas se encuentran intervenidos por la acción del hombre.  Los tipos
de asociaciones vegetales que se encuentran en la región son los siguientes: 
Áreas sometidas a intensa actividad agropecuaria:  Incluyen sabanas, cultivos
anuales semipermanentes y permanentes, pastos naturales y artificiales, bosques y
montes;  guiados por procesos espontáneos sin control ni organización en el medio
rural a través de diversos grupos de agricultores de subsistencia y explotaciones
ganaderas extensivas, los cuales progresivamente han producido graves deterioros y
desequilibrios en el ambiente. 
Bosques y tierras inundables: Son asociaciones puras o casi puras sobre suelos
aluviales, sujetos a la influencia de las mareas o inundaciones periódicas, durante la
estación lluviosa, principalmente en la línea de costa estuarios y los ríos.  Caso
exclusivo del área, donde toda su línea de costa es fangosa y esta cubierta por los
ecosistemas de manglares, de gran importancia para la vida marina (producción).

### Fauna
Las condiciones en que se encuentra son muy deprimente, pero independientemente
de su estado es muy variada. La población de mamíferos y aves cubren
principalmente las zonas que se encuentran cubiertas por alguna formación boscosa,
muchas especies se han desplazado hacia las zonas de manglares que le sirven
como refugio, ya que son objeto de exterminio.  Las islas constituyen un hábitat
adecuado y refugio para las aves migratorias.  En este distrito podemos encontrar las siguientes especies:
Saino Muleto, Gato cotarro, Conejo Pintado, Gato de agua, Zarigüeya, Venado, Armadillo, Gato solo, Ardilla, Gato caña, Micho de cerro, Manigordo, Mono cariblanco, Ñeque, Corobo, Lora moña amarilla, Perdiz de llano,  Guichichi, Gallito de cerro, Pato real, Loro Frente Rojo, Perico manglar, Garza Blanca. La Torcaza común Paisana, iguana verde, lagarto, coyote, meracho. FUENTE   - VIDAL QUINTERO.

### Hidrografía
Está influenciada por la cuenca 120, conformada por los ríos SanPedro,
Río de Jesús, Aclita,
Santa Lucía y otras quebradas
de importancia como:
La
Magdalena, Orla, Las Brujitas
y Quebrada Grande, las mismas se caracterizan
por
verter rápidamente sus aguas al océano.
En la cuenca la cobertura
absorbente
es poca y está sobre pastoreada.
Las lluvias
son fuertes y
esporádicas
característica de la vertiente pacífica.

### Clima
Es tipo tropical húmedo (Ami), el de mayor presencia en el País, con
lluvias copiosas la mayor parte del año, la temperatura promedio es de 27 °C. 
La cercanía a la costa hace posible el rápido traslado de las masas de aire que al
combinarse con masas de aire caliente y emergente de tierra firme hacen posible
las precipitaciones que allí ocurren, lo cual clasifica las lluvias como ciclónicas y
en muchos casos convectivas.

### Relieve
El Distrito posee una extensión de tierras bajas que se ondulan hacia el
centro con medias elevaciones a medida que se avanza hacia el sur, cerca del
golfo de Montijo; en su parte oriental el terreno está cubierto por los ecosistemas
de manglares. Las principales elevaciones son el Cerro Utira con 350 metros de
altura y el Cerro la Vigía con 343 metros, este último localizado en el
Corregimiento de las Huacas.

## Turismo
En el Distrito de Río de Jesús existen distintos  tipos de turismo.
```
Petroglifos en Rio de Jesus
```

ubicado en la caleta se encuentra el petroglifo más grande del país conocido como la gran serpiente. 
```
 la gran serpiente tiene 4 mil años de antigüedad y 5.85 metros de largo.
```

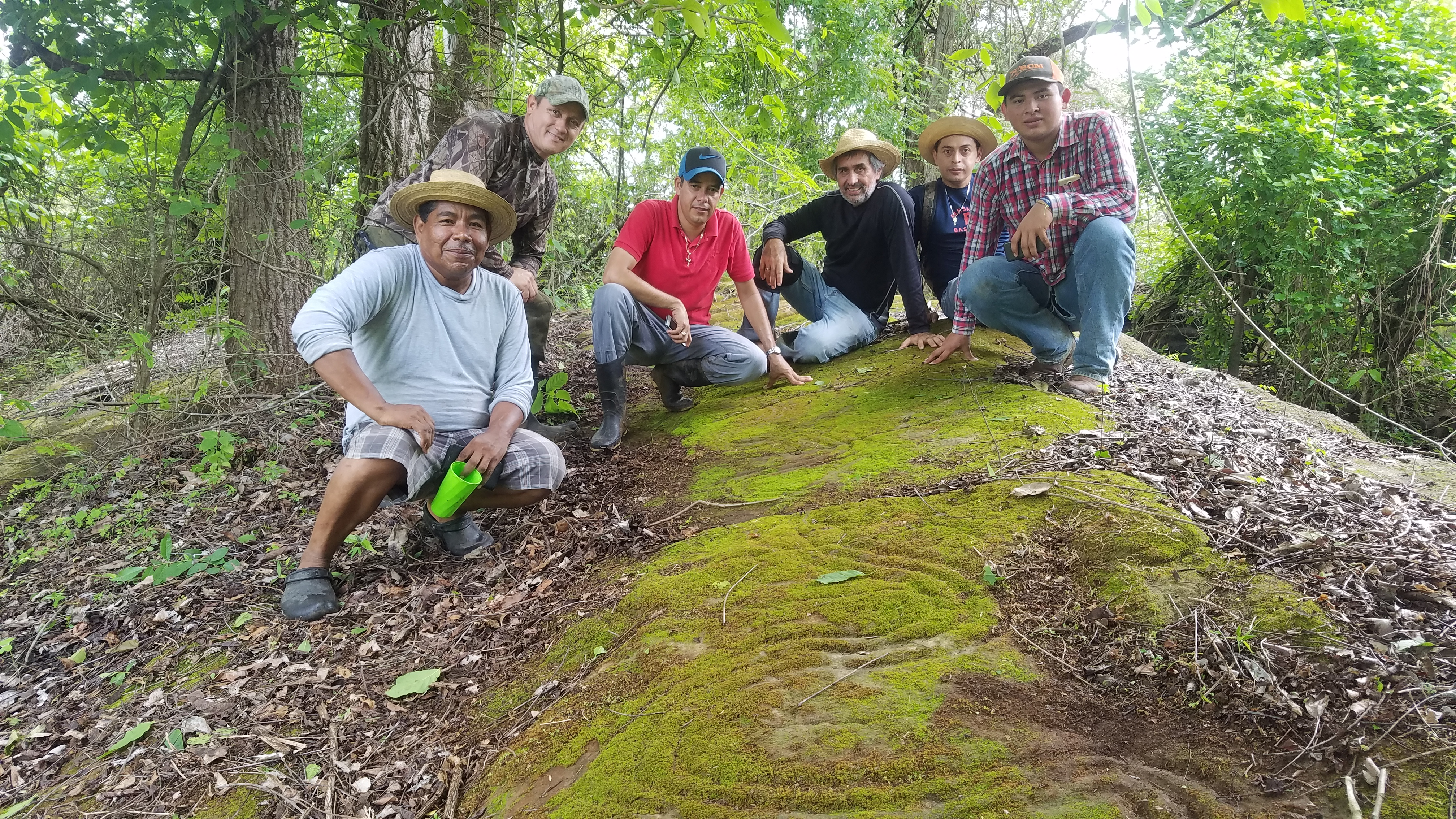
ubicada en el distrito de Río de Jesús es el petroglifo más grande de Panamá con 5.85 metros de largo y 4 mil años de antigüedad

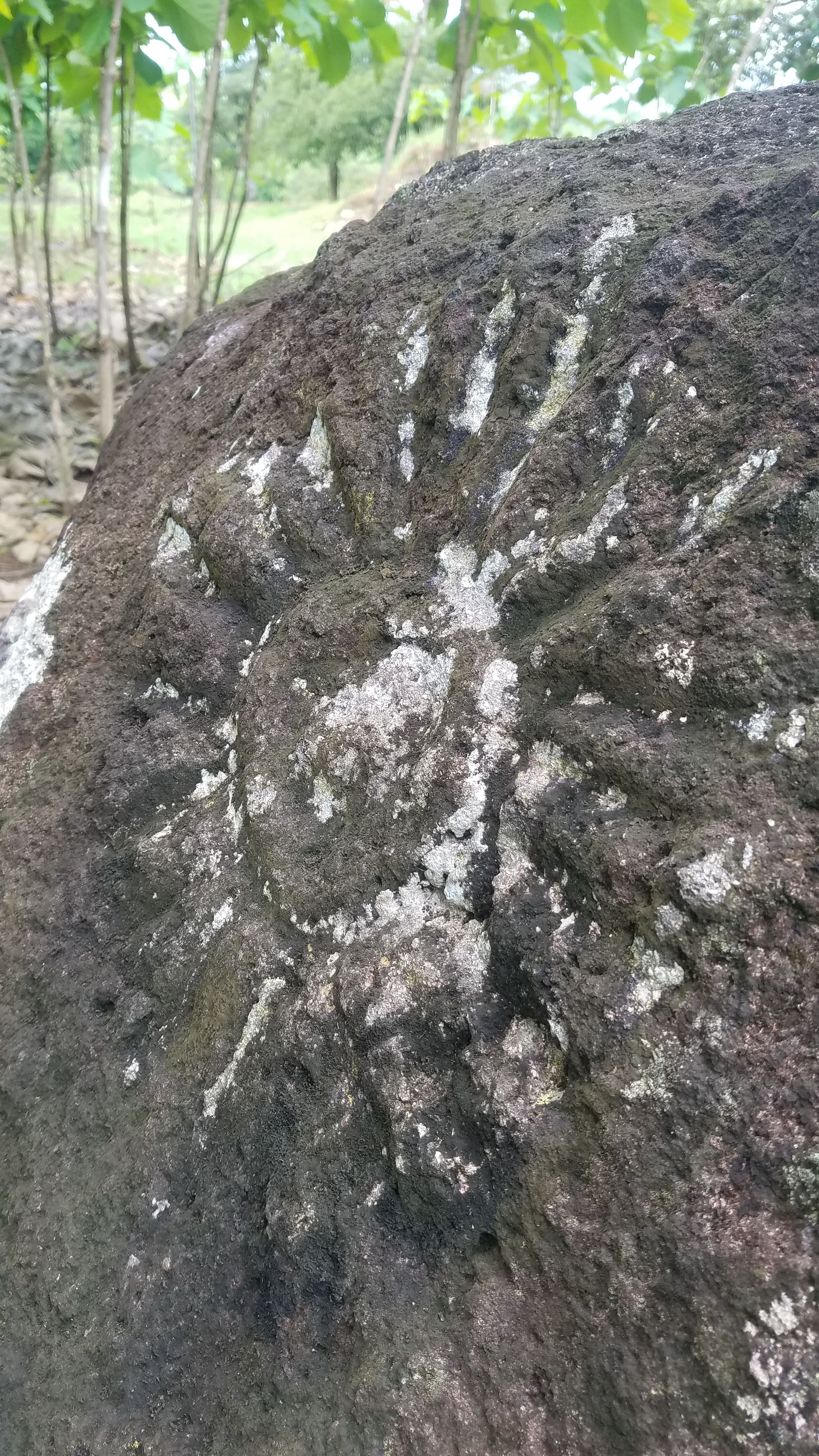
2,000 años de antigüedad

https://www.instagram.com/p/Bx8TCCUn89C/?igshid=2h32y9xm49r0

Petroglifo la custodia 2,000 años de antigüedad. 
https://www.instagram.com/p/B0G4R_TgjWd/?igshid=t3iyokmyzq99
Turismo ecológico: En el Corregimiento de Utira, Puerto el Cabimo área de
desembocadura del Río San Pablo donde existe un sendero ecoturístico con
instalaciones sanitarias, centro de visitante, ranchos, cabaña y mirador.
Cascadas 
Turismo religioso: Durante las Festividades de Semana Santa con la realización
del drama de la Pasión de Cristo en Vivo. Otras festividades importantes son las
de la Virgen del Carmen y San Francisco de Paula. Cabe destacar, el famoso Árbol de granadillo ubicado en la comunidad de La Trinidad, visitado por muchas
personas de diferentes lugares de nuestro país.

## Salud
En el Distrito de Río de Jesús cuenta con un Centro de Salud, que brinda servicios
en medicina general, odontología, por lo que la población debe trasladarse al
Hospital de Soná o al Hospital de Santiago en busca de atención a soluciones de
salud más apremiantes.
La categoría del Centro de Salud es Materno Infantil con servicio de Medicina
General, Enfermería y Odontología, Saneamiento Ambiental y Control de Vectores.  
En el Centro de Salud de Río de Jesús, la prestación del servicio médico se da a
través de pacientes en observación, para lo cual se cuenta con 3 camas de
observación, 2 camas ginecológicas (una ubicada en el consultorio del médico
general, y una ubicada en el cuarto de enfermera para el examen de papanicolaou). 
Existen 3 cunas, y 2 camillas de curación.
Se hacen curaciones, corte de puntos, y giras médicas de vacunación 1 o 2 veces al
mes.
En el Distrito de Río de Jesús, existe 1 Centro de Salud, y 2 Puestos de Salud, que
brindan medicina preventiva en (5) Corregimientos del Distrito.

## Áreas Protegidas
El Distrito de Río de Jesús forma parte de dos áreas protegidas, es zona de
amortiguamiento del parque nacional Coiba y sus costas forman parte de los
Humedales del Golfo de Montijo declarados Sitio Ramsar de Importancia
Internacional. 

## Educación
El Distrito de Río de Jesús cuenta con 12 escuelas primarias, distribuidas por corregimiento de la siguiente manera:
- Río de Jesús: Tiene 4 escuelas primarias, Adolfo Herrera, Cerro Gordo, Las Peñitas y Los Panamaes.
- 14 de noviembre: Tiene 3 escuelas primarias, El Pájaro, Los Leones, Los Montes.
- Las Huacas: Tiene 3 escuelas primarias, Cerro Banco, Las Huacas y La Trinidad.
- Los Castillos: Tiene 1 escuela primaria, Los Castillos.
- Utira: Tiene 1 escuela primaria, Utira.

Además, el Distrito cuenta con un Centro de Educación Básica General ubicado en el Corregimiento de las Huacas.